# Kama (Einheit)
Die Kama war ein Längenmaß in Marokko. 
- 1 Kama = 1,25 Meter
- 4 Draa ≈ 1 Kama